# Olympische Jugend-Winterspiele 2020/Teilnehmer (Island)
| Gelbes Symbol für Goldmedaillen mit stilisierten Olympischen Ringen | Graues Symbol für Silbermedaillen mit stilisierten Olympischen Ringen | Braundes Symbol für Bronzemedaillen mit stilisierten Olympischen Ringen |
| ------------------------------------------------------------------- | --------------------------------------------------------------------- | ----------------------------------------------------------------------- |
| —                                                                   | —                                                                     | —                                                                       |

Island nahm an den Olympischen Jugend-Winterspielen 2020 in Lausanne mit vier Athleten (zwei Jungen und zwei Mädchen) in zwei Sportarten teil.

## Teilnehmer nach Sportarten

### Ski Alpin
| Athleten                    | Wettbewerbe  | 1. Lauf     | 1. Lauf | 2. Lauf     | 2. Lauf | Gesamt      | Gesamt |
| Athleten                    | Wettbewerbe  | Zeit        | Rang    | Zeit        | Rang    | Zeit        | Rang   |
| --------------------------- | ------------ | ----------- | ------- | ----------- | ------- | ----------- | ------ |
| Jungen                      |              |             |         |             |         |             |        |
| Gauti Guðmundsson           | Riesenslalom | 1:09,13 min | 36      | 1:08,97 min | 27      | 2:18,10 min | 29     |
| Gauti Guðmundsson           | Slalom       | 41,50 s     | 33      | DNF         | DNF     | DNF         | DNF    |
| Gauti Guðmundsson           | Super-G      | –           | –       | –           | –       | 1:01,32 min | 51     |
| Gauti Guðmundsson           | Kombination  | 1:01,32 min | 51      | 36,85 s     | 29      | 1:38,17 min | 31     |
| Mädchen                     |              |             |         |             |         |             |        |
| Aðalbjörg Lillý Hauksdóttir | Riesenslalom | DNF         | DNF     | DNF         | DNF     | DNF         | DNF    |
| Aðalbjörg Lillý Hauksdóttir | Slalom       | DNF         | DNF     | DNF         | DNF     | DNF         | DNF    |
| Aðalbjörg Lillý Hauksdóttir | Super-G      | –           | –       | –           | –       | 1:00,51 min | 34     |
| Aðalbjörg Lillý Hauksdóttir | Kombination  | 1:00,51 min | 34      | DNF         | DNF     | DNF         | DNF    |

### Skilanglauf
| Athleten               | Wettbewerbe     | Qualifikation | Qualifikation | Viertelfinale | Viertelfinale | Halbfinale    | Halbfinale    | Finale        | Finale        | Rang |
| Athleten               | Wettbewerbe     | Zeit          | Rang          | Zeit          | Rang          | Zeit          | Rang          | Zeit          | Rang          | Rang |
| ---------------------- | --------------- | ------------- | ------------- | ------------- | ------------- | ------------- | ------------- | ------------- | ------------- | ---- |
| Jungen                 |                 |               |               |               |               |               |               |               |               |      |
| Einar Árni Gíslason    | 10 km klassisch | –             | –             | –             | –             | –             | –             | 36:15.4       | 73            | 73   |
| Einar Árni Gíslason    | Sprint Freistil | 4:22.86       | 79            | ausgeschieden | ausgeschieden | ausgeschieden | ausgeschieden | ausgeschieden | ausgeschieden | 79   |
| Einar Árni Gíslason    | Langlauf-Cross  | 5:43.76       | 78            | ausgeschieden | ausgeschieden | ausgeschieden | ausgeschieden | ausgeschieden | ausgeschieden | 78   |
| Mädchen                |                 |               |               |               |               |               |               |               |               |      |
| Linda Rós Hannesdóttir | 5 km klassisch  | –             | –             | –             | –             | –             | –             | 20:13.6       | 68            | 68   |